# Zagaj, Bistrica ob Sotli
Zagaj este o localitate din comuna Bistrica ob Sotli, Slovenia, cu o populație de 151 de locuitori.